# Adéfagos
Adéfagos (Adephaga) são a segunda maior subordem da ordem Coleoptera. O grupo inclui os besouros com
suturas notopleurais e urosternito basal dividido em dois através das coxas posteriores. Estes besouros têm antenas filiformes e possuem tarsos de fórmula 5-5-5. A maioria das espécies são predadoras.